# John S. Battle
John Stewart Battle, född 11 juli 1890 i New Bern, North Carolina, död 9 april 1972, var en amerikansk politiker (demokrat). 
Han var Virginias guvernör 1950–1954 och ledamot i Civil Rights Commission 1957–1959.

## Biografi
Battle föddes som son till en baptistpräst och kom till Virginia efter att fadern hade fått arbete i Petersburg. Han avlade 1913 juristexamen vid University of Virginia och gifte sig 1918 med Janie Lipscomb. Paret fick två söner: John Jr. och William. Battle var ledamot av Virginia House of Delegates, underhuset i delstatens lagstiftande församling, 1930–1934, och ledamot av Virginias senat 1934–1950.
Battle efterträdde 1950 William M. Tuck som Virginias guvernör och efterträddes 1954 av Thomas Bahnson Stanley.
President Dwight D. Eisenhower utnämnde 1957 Battle till Civil Rights Commission, en nyskapad organisation med syfte att värna om medborgerliga rättigheter. Utnämningen var problematisk för medborgarrättsrörelsen med tanke på att Battle var en förespråkare för rassegregeringen. Han var inte helt kategoriskt emot alla medborgerliga rättigheter för afroamerikaner men han företrädde ett synnerligen konservativt synsätt. Att Battle skulle delta i en organisation som överhuvudtaget hade med medborgerliga rättigheter att göra var ändå kontroversiellt bland sydstatsrasister. Harry F. Byrd, en mäktig senator och betydande politisk boss i Virginia, varnade att Civil Rights Commission kunde utnyttjas för "häxjakter". Battle avgick 1959 i protest mot det slutgiltiga tonläget av en rapport som Civil Rights Commission producerade även om han först hade kritiserat myndigheter i Alabama för att inte ha varit samarbetsvilliga i det skedet som rapporten skrevs.
Battle avled 81 år gammal år 1972 och gravsattes på begravningsplatsen Monticello Memorial Park i Charlottesville.